# Обелиск Фламинио
Обелиск Фламинио (итал. Obelisco Flaminio) — один из обелисков Рима, Италия. Подлинный древнеегипетский обелиск и один из двух обелисков, которые были первыми привезены из Египта в Рим — в 10 году до нашей эры императором Августом, через двадцать лет после победы его соратника Агриппы над Антонием и Клеопатрой и присоединения Египта к Римской империи.

## История и описание
Создание обелиска началось примерно 3 300 лет тому назад при фараоне Сети I. В правление его сына Рамзеса II обелиск был закончен и установлен перед храмом бога Солнца Ра в Гелиополисе. История создания обелиска отражена в иероглифической надписи, которая нанесена на него же и до сих пор читается отчётливо. Фрагмент надписи: «(фараон Сети) заполнил Гелиополис обелисками, чтобы лучи могли освещать храм Ра…», напоминает, что египтяне считали обелиски символизирующими солнечные лучи и повторяющими их форму.
В 10 году до нашей эры император Август распорядился вывезти обелиск из Римского Египта через Средиземное море в Рим. Там он был установлен в Большом цирке (ипподроме, на котором проводились гонки на колесницах), чтобы служить поворотным знаком на «гоночной трассе». Спустя три столетия там же был установлен также привезённый из Египта куда более крупный обелиск фараона Тутмоса, сегодня известный, как Латеранский обелиск. 
Август решил сохранить посвящение обелиска богу солнца, однако добавил к надписи фараона свою (в переводе с латыни: «Сын императора, божественного Цезаря, Август, великий понтифик, император в двенадцатый раз, консул в одиннадцатый раз, четырнадцать раз трибун, передавший Египет во владение Римского народа, дал (обелиск) в дар Солнцу»).
После падения Римской империи Большой цирк был заброшен, а обелиск был сброшен на землю, причём разломился на три части, и со временем засыпан культурным слоем («грязью и обломками»). Из под них обелиск был извлечён только тысячу лет спустя, в 1580-х годах, по приказу просвещённого Папы Римского Сикста V, который организовал поиски, реставрацию и подъём древних обелисков по всему Риму. Этими работами, по указанию, Папы, руководил архитектор Доменико Фонтана. 
После двух лет реставрации обелиск Августа был установлен в центре площади (пьяцца) дель Пополо, поблизости от одноименных ворот, от которых в своё время брала начала Фламиниева дорога. С тех пор обелиск стал известен под своим современным названием.
На вершине обелиска Фонтана закрепил бронзовый крест, который находится там и в настоящее время. 
Высота самого обелиска составляет 24 метра, а вместе с постаментом и крестом — 36,5 метров. 
В 1823 году по приказу папы Льва XII архитектором Джузеппе Валадье к основанию обелиска был пристроен фонтан, состоящий из четырёх небольших бассейнов (чаш) и четырёх львов в египтизирующем стиле. Из пастей львов в четыре чаши фонтана изливаются струи воды.
Сегодня обелиск Фламинио, установленный в центре большой пешеходной площади, которую также украшают три старинные церкви и два масштабных фонтана, является популярной достопримечательностью Рима.